# Licania pruinosa
Licania pruinosa är en tvåhjärtbladig växtart som beskrevs av Raymond Benoist. Licania pruinosa ingår i släktet Licania och familjen Chrysobalanaceae. Inga underarter finns listade i Catalogue of Life.